# Telothyria recondita
Telothyria recondita là một loài ruồi trong họ Tachinidae.